# Ammotrecha stollii
Espèce
Synonymes
- Cleobis stollii Pocock, 1895

Ammotrecha stollii est une espèce de solifuges de la famille des Ammotrechidae.

## Distribution
Cette espèce se rencontre aux États-Unis, au Mexique, au Guatemala, au Salvador, au Nicaragua, au Costa Rica et à la Grenade.

## Étymologie
Cette espèce est nommée en l'honneur d'Otto Stoll (1849-1922).

## Publication originale
- Pocock, 1895 : Notes on some Solifugae contained in the collection of the British Museum with descriptions of new species. Annals and Magazine of Natural History, sér. 6, vol. 16, p. 74-98 (texte intégral).